# Gabriel Villarán
Gabriel Villarán Magnet (12 de julio de 1984) es un surfista peruano. Tiene 40 años. 

## Biografía
Su padre es Augusto Villarán García-Zapatero, fue tres veces subcampeón nacional de surf, y primo de la exalcaldesa de Lima Susana Villarán de la Puente. Estudió primaria en el Colegio Inmaculado Corazón y secundaria en el Colegio Santa María Marianistas.
La primera competencia en la que participó fue en 1993, en un Campeonato Inter-clubes (representaba al Club Waikiki) y quedó en tercer lugar dentro de la categoría Sub-13.
Su primer título de importancia llegó el 2002, cuando conquista el título nacional. En el 2003, empieza a correr olas a nivel profesional y compite en el World Qualifiying Series y quedó en el puesto 206. Al año siguiente, no solo compite en la WQS, sino que también lo hace en el Circuito ALAS y en el Tour Mundial Junior.
Sus triunfos más importantes fueron los de Bicampeón Latinoamericano de ALAS en el 2005 y 2006. Además de ser subcampeón mundial ISA Billabong en el 2010, por lo que recibió los Laureles Deportivos.
En el 2012, a inicios de los Juegos Olímpicos, llevó, en Londres, la antorcha olímpica durante 300 metros.